# Dasycrotapha
Dasycrotapha és un gènere d'ocells de la família dels zosteròpids (Zosteropidae) i l'ordre dels passeriformes. Habiten les illes Filipines.

## Taxonomia
Segons la classificació del Congrés Ornitològic Internacional (versió 11.1, 2021) aquest gènere està format per tres espècies:
- Dasycrotapha speciosa - zosterop frontgroc.[3]
- Dasycrotapha pygmaea - zosterop de les Visayas.[4]
- Dasycrotapha plateni - zosterop de Mindanao.[5]